# Glinde (Diemel)
Die Glinde ist ein 8,3 km langer, südlicher und orographisch rechter Zufluss der Diemel in der Stadt Marsberg im nordrhein-westfälischen Hochsauerlandkreis.
Die Glinde, die hauptsächlich landwirtschaftlich genutztes Gebiet durchfließt, entwässert den Westteil des Roten Landes im Norden der Waldecker Gefilde. Ihre Quelle und der Bach bis zur Kernstadt von Marsberg befinden sich, mit Ausnahme von Bachabschnitten bei der Siegesmühle und bei den der Kernstadt bachaufwärts vorgelagerten Marsberger Wohnplätzen Hasental und Glindegrund, im Naturschutzgebiet Glindetal.

## Name
Erstmals schriftlich erwähnt wird der Fluss im Jahr 1300 (iuxta fluvium Glindena). Bei dem Namen handelt es sich um eine n-Ableitung vom mittelhochdeutschen Wort glint für 'Umzäunung, eingezäuntes Gelände' und nahm wohl Bezug auf einen Fischzaun.

## Verlauf
Die Glinde entspringt im Sauerland auf den Waldecker Gefilden. Ihre Quelle liegt etwa 1,3 km westlich von Leitmar, rund 1,2 km nördlich von Borntosten und zirka 1,6 km (jeweils Luftlinie) ostsüdöstlich von Giershagen auf 359,5 m ü. NHN.
Die Glinde fließt – keines der quellnahen Dörfer durchfließend – in überwiegend nördlicher Richtung entlang der Landesstraße 549 und passiert Glindegrund und Obermarsberg, um schließlich in der Kernstadt von Marsberg nach Unterqueren der Trasse der Oberen Ruhrtalbahn in den dort von Südsüdwesten heranfließenden Weser-Zufluss Diemel zu münden. Ihre Mündung liegt auf 247,5 m Höhe, sodass sich insgesamt rund 112 m Höhenunterschied ergeben.

## Einzugsgebiet und Zuflüsse
Das Einzugsgebiet der Glinde ist 35,337 km² groß. Ihr längster Zufluss ist der rechtsseitige Frohntalbach, der 3,8 km lang ist und unterhalb von Glindegrund auf etwa 271 m Höhe mündet. Sonst münden nur ein paar kleine Rinnsale ein.